# Socios (FC Barcelona)
Socios (kat. socis) – nazwa tych kibiców klubu FC Barcelona, którzy są jednocześnie członkami klubu (27 lutego 2015 było 144 756 socios), dzięki czemu mogą współdecydować o jego losach. 
Członkostwo otrzymuje się poprzez dokonanie rejestracji i uiszczanie rocznej wpłaty. Wiąże się ono z wieloma przywilejami:
- możliwość kupna biletów w przedsprzedaży, z rabatem 20%;
- bezpłatna prenumerata magazynu klubowego;
- zniżki na gadżety klubowe;
- darmowy wstęp do Muzeum FC Barcelona;
- prawo brania udziału w Zgromadzeniu Ogólnym[b];
- możliwość bycia wylosowanym[c] do Zgromadzenia Delegatów, do którego dołączanych jest 637 socios mających najdłuższy staż;
- czynne prawo wyborcze w co czteroletnich wyborach na prezydenta klubu;
- bierne prawo wyborcze w co czteroletnich wyborach na prezydenta klubu[d] i do zarządu klubu;
- decydowanie o rodzajach wspieranej z części składek działalności społecznej.